# Concert 85
Albums de Michel Sardou
Sardou, ses plus grandes chansons Chanteur de jazz
Concert 85 est le septième album live de Michel Sardou enregistré en 1985 lors de son quatrième passage au Palais des congrès de Paris.
L'album a été réédité en 1993 sous le titre Palais des Congrès 85.

## Titres
| 1.  | Introduction                                 |  |
| 2.  | Vladimir Ilitch                              |  |
| 3.  | Afrique adieu                                |  |
| 4.  | Victoria                                     |  |
| 5.  | En chantant                                  |  |
| 6.  | La Débandade                                 |  |
| 7.  | Je viens du sud                              |  |
| 8.  | Musica                                       |  |
| 9.  | Il était là (Le Fauteuil)                    |  |
| 10. | Parce que c’était lui, parce que c’était moi |  |
| 11. | Les Bateaux du courrier                      |  |
| 12. | Être une femme                               |  |
| 13. | Io Domenico                                  |  |

| 1.  | Les Deux Écoles            |  |
| 2.  | Du blues dans mes chansons |  |
| 3.  | Atmosphères                |  |
| 4.  | Rouge                      |  |
| 5.  | L'Autre femme              |  |
| 6.  | Los Angélien               |  |
| 7.  | Délivrance                 |  |
| 8.  | Délire d'amour             |  |
| 9.  | Une femme ma fille         |  |
| 10. | À l'italienne              |  |
| 11. | Les Yeux d'un animal       |  |
| 12. | L'An mil                   |  |
| 13. | Les Lacs du Connemara      |  |

## Crédits

### Musiciens
- Arrangements : Roger Loubet (Disque 1 : titres 1 à 3, 9 à 11 et 13 ; Disque 2 : titres 1, 6 à 9, 12 et 13) et Hervé Roy (Disque 1 : titres 4 à 8 et 12 ; Disque 2 : titres 2 à 5, 10 et 11)
- Synthétiseurs : Roger Loubet, Hervé Roy et Jean-Pierre Sabar
- Guitares : Slim Pezin et Patrice Tison
- Basse : Sauveur Mallia
- Batterie : Patrice Locci
- Percussions : Marc Chantereau
- Choristes : L. Davis, S. Walter, P. Richard, G. Costa et M. Costa

### Équipe technique et production
- Enregistrement : Roger Roche
- Mixage : Roger Roche au Studio du Palais des congrès
- Production : Jacques Revaux

## Vidéo
Une vidéo de ce concert réalisée par Gérard Van Der Grucht a été enregistrée à Forest National de Bruxelles en avril 1985. Elle a été rééditée au format DVD en 2002.

### Liste des titres de la vidéo
| No  | Titre                                        | Durée |
| --- | -------------------------------------------- | ----- |
| 1.  | Introduction                                 |       |
| 2.  | Vladimir Ilitch                              |       |
| 3.  | Afrique adieu                                |       |
| 4.  | Victoria                                     |       |
| 5.  | En chantant                                  |       |
| 6.  | La Débandade                                 |       |
| 7.  | Je viens du sud                              |       |
| 8.  | Musica                                       |       |
| 9.  | Il était là (Le fauteuil)                    |       |
| 10. | Parce que c’était lui, parce que c’était moi |       |
| 11. | Les Bateaux du courrier                      |       |
| 12. | Être une femme                               |       |
| 13. | Io Domenico                                  |       |
| 14. | Les Deux Écoles                              |       |
| 15. | Du blues dans mes chansons                   |       |
| 16. | Atmosphères                                  |       |
| 17. | Rouge                                        |       |
| 18. | L’Autre femme                                |       |
| 19. | Los Angélien                                 |       |
| 20. | Délivrance                                   |       |
| 21. | Délire d’amour                               |       |
| 22. | Sketch                                       |       |
| 23. | Une femme ma fille                           |       |
| 24. | À l’italienne                                |       |
| 25. | Les Yeux d’un animal                         |       |
| 26. | L’An mil                                     |       |
| 27. | Les Lacs du Connemara                        |       |